# Галленбергер, Флориан
Флориан Галленберг (нем. Florian Gallenberger; 1972, Мюнхен) — немецкий кинорежиссер. В 2001 году получил премию Оскар за лучший короткометражный фильм.

## Карьера
С 1992 по 1999 учился в мюнхенском Университете телевидения и кино. В 2000 году выиграл Студенческий Оскар с фильмом «Я хочу быть». В 2001 году этот фильм получил премию «Оскар» за лучший игровой короткометражный фильм.
В 2004 снял свой первый полнометражный фильм «Тень времени».

## Фильмография
| Год  |     | Русское название | Оригинальное название           | Роль     |
| ---- | --- | ---------------- | ------------------------------- | -------- |
| 1990 | кор |                  | Der Schlag ans Hoftor           | режиссёр |
| 1993 | кор |                  | Mysterium einer Notdurftanstalt | режиссёр |
| 1997 | кор |                  | Tango Berlin                    | режиссёр |
| 1997 | кор |                  | Hure                            | режиссёр |
| 1997 | кор |                  | Buck                            | режиссёр |
| 1999 | кор | Я хочу быть      | Quiero Ser                      | режиссёр |
| 2001 | кор |                  | Honolulu                        | режиссёр |
| 2004 | ф   | Тень времени     | Schatten der Zeit               | режиссёр |
| 2009 | ф   | Йон Рабе         | John Rabe                       | режиссёр |
| 2015 | ф   | Колония Дигнидад | Colonia                         | режиссёр |